# Tancik T-33
Tančík T-33 je bil češkoslovaški tank. 
Ta tank je bil licenčno izdelan po tanku Carden Loyd tankette. Prvi prototip je nastal leta 1931. Skupaj je bilo narejenih 74 tankov, od tega štirje so bili prototipi. Izdelovali so jih med letoma 1934 in 1935.  Izdelovala jih je tovarna ČKD (Českomoravská Kolben-Daněk). 